# Lethimonnier
Lethimonnier et Cie war ein französischer Hersteller von Automobilen.

## Unternehmensgeschichte
Das Unternehmen aus Paris begann 1903 mit der Produktion von Automobilen. Der Markenname der Straßenfahrzeuge lautete Sultane. Konstrukteur der Fahrzeuge war ein Herr Martin. 1912 endete die Produktion. Die Sultan Motor Company aus Springfield (Massachusetts) stellte Fahrzeuge von Lethimonnier et Cie in Lizenz her und vermarktete sie als Sultan.

## Fahrzeuge
Das erste Modell war der 10/14 CV mit einem Vierzylindermotor mit 2400 cm³ Hubraum. 1906 folgte das Modell 16/20 CV. 1907 gab es Vierzylindermodelle vom 9/12 CV mit 1800 cm³ Hubraum bis zum 45/60 CV mit 7800 cm³ Hubraum. Eine andere Quelle nennt für den 9/12 CV einen Hubraum von 1943 cm³ mit einer Bohrung von 75 mm und einem Hub von 110 mm. Der Motor leistete 14 PS bei 1300/min. Der Radstand des Sultane war mit 2700 mm angegeben. Die Spurweite betrug 1350 mm. Das Leergewicht lag je nach Karosserie zwischen 1000 kg und 1100 kg. Der 12/16 CV hatte 2723 cm³ mit einer Bohrung von 85 mm und einem Hub von 120 mm. Die Motorleistung lag bei 18 PS bei 1300/min. Der 24 CV hatte einen Hubraum von 4502 cm³ mit einer Bohrung von 105 mm und einem Hub von 130 mm. Das Getriebe hatte 3 Gänge. Der Radstand war hier mit 2950 mm angegeben. Die Spurweite lag bei 1400 mm. Der 35 CV hatte einen Hubraum von 6333 cm³ mit einer Bohrung von 120 mm bei einem Hub von 140 mm. Der 60 CV hatte einen Hubraum von 7897 cm³ mit einer Bohrung von 134 mm bei einem Hub von 140 mm. 1907 wurde auch das einzige Modell mit Zweizylindermotor vorgestellt, der 7/9 CV.
1907 nahmen zwei 45/60 CV als Rennwagen unter dem Markennamen Martin-Lethimonnier an Ausscheidungsrennen zum Kaiserpreis-Rennen teil, konnten sich aber nicht für den Endlauf qualifizieren.